# Détour mortel (série de films)
 Pour plus de détails, voir Fiche technique et Distribution
Détour mortel ou Sortie fatale au Québec (Wrong Turn) est une série de films d'horreur gore germano-américains composée de sept films, sortis entre 2003 et 2021.
Les six premiers films ont tous pour sujet une famille de cannibales aux visages déformés, en Virginie-Occidentale : les Odets. Parmi les cannibales, seul "Trois doigts" apparaît dans les six films, ses frères "Un œil" et "Dents aiguisées" n'apparaissant uniquement dans le premier et le quatrième film servant de préquel à la franchise.
En octobre 2018, la société Constantin Film annonce le retour des cannibales dans un remake en cours de développement. Le remake est écrit par le scénariste du film original Alan B. McElroy et est réalisé par Mike P. Nelson. Le remake est plus tard annoncé comme étant un redémarrage de la franchise.
Le 16 mai 2019, le reboot de la franchise entre en production et l'actrice Charlotte Vega est annoncée comme étant la vedette de celui-ci en y interprétant le rôle de Jes. Détour mortel : La Fondation est sorti en 2021.

## Fiche technique
|                         | Films                                                          | Films                                | Films                                        | Films                                      | Films                                | Films                                                    | Films                                               |
| Détour mortel (2003)    | Détour mortel 2 (2007)                                         | Détour mortel 3 (2009)               | Détour mortel 4 : Origines Sanglantes (2011) | Détour mortel 5 : Les Liens du sang (2012) | Détour mortel 6 : Last Resort (2014) | Détour mortel : La Fondation (2021)                      |                                                     |
| ----------------------- | -------------------------------------------------------------- | ------------------------------------ | -------------------------------------------- | ------------------------------------------ | ------------------------------------ | -------------------------------------------------------- | --------------------------------------------------- |
| Réalisateur(s)          | Rob Schmidt (en)                                               | Joe Lynch                            | Declan O'Brien                               | Declan O'Brien                             | Declan O'Brien                       | Valeri Milev (en)                                        | Mike P. Nelson                                      |
| Producteur(s)           | Erik Feig Brian J. Gilbert Robert Kulzer Stan Winston          | Jeff Frielich                        | Jeffery Beach Phillip Roth                   | Kim Todd                                   | Jeffery Beach Phillip Roth           | Jeffery Beach Phillip Roth                               | James Harris Robert Kulzer                          |
| Producteurs exécutifs   | Don Carmody Mitch Horwits Aaron Ryder Patrick Wachsberger (de) | Erik Feig Robert Kulzer              | Erik Feig Robert Kulzer                      | Erik Feig Robert Kulzer                    | Cherise Honey                        | Cherise Honey                                            | Martin Moszkowicz Jon D. Wagner                     |
| Scénariste              | Alan B. McElroy                                                | Alan B. McElroy                      | Alan B. McElroy Turi Meyer                   | Declan O'Brien                             | Declan O'Brien                       | Frank H. Woodward                                        | Alan B. McElroy                                     |
| Montage                 | Michael Ross                                                   | Ed Marx                              | Raúl Dávalos                                 | Stein Myhrstad                             | Stein Myhrstad Ludmil Kazakov        | Don Adams                                                | Tom Elkins                                          |
| Photographie            | John S. Bartley                                                | Robin Loewen                         | Lorenzo Senatore                             | Michael Marshall                           | Emil Topuzov                         | Martin Chichov                                           | Nick Junkersfeld                                    |
| Musique                 | Elia Cmíral                                                    | Bear McCreary                        | Claude Foisy                                 | Claude Foisy                               | Claude Foisy                         | Claude Foisy                                             | Stephen Lukach                                      |
| Société de production   | Summit Entertainment Constantin Film                           | Summit Entertainment Constantin Film | Summit Entertainment Constantin Film         | Summit Entertainment Constantin Film       | Summit Entertainment Constantin Film | Summit Entertainment Constantin Film Regency Enterprises | Saban Films Constantin Film The H Collective        |
| Société de distribution | 20th Century Fox                                               | 20th Century Fox                     | 20th Century Fox                             | 20th Century Fox                           | 20th Century Fox                     | 20th Century Fox                                         | Saban Films Constantin Film Metropolitan FilmExport |
| Sortie américaine       | 30 mai 2003                                                    | 9 octobre 2007 (en DVD)              | 20 octobre 2009 (en DVD)                     | 25 octobre 2011 (en DVD)                   | 23 octobre 2012 (en DVD)             | 21 octobre 2014 (en DVD)                                 | 26 janvier 2021 (sortie limitée et en VOD)          |
| Sortie française        | 30 juillet 2003                                                | 29 janvier 2008 (en DVD)             | 27 octobre 2010 (en DVD)                     | 16 octobre 2012 (en DVD)                   | 2 octobre 2013 (en DVD)              | 21 octobre 2015 (en DVD)                                 | 3 juin 2021 (en DVD, Blu-ray et VOD)                |
| Durée                   | 84 minutes                                                     | 93 minutes                           | 92 minutes                                   | 94 minutes                                 | 85 minutes                           | 91 minutes                                               | 110 minutes                                         |
| Budget                  | 12 600 000 $                                                   | 4 000 000 $                          | 2 000 000 $                                  | 2 000 000 $                                | 1 500 000 $                          | 1 200 000 $                                              |                                                     |
| Pays d'origine          | États-Unis                                                     | États-Unis                           | États-Unis                                   | États-Unis                                 | États-Unis                           | États-Unis                                               | États-Unis                                          |
| Genre                   | Horreur                                                        | Horreur                              | Horreur                                      | Horreur                                    | Horreur                              | Horreur                                                  | Horreur                                             |

## Distribution
| Personnages          | Films                | Films                  | Films                  | Films                                        | Films                                      | Films                                |                                     |
| Personnages          | Détour mortel (2003) | Détour mortel 2 (2007) | Détour mortel 3 (2009) | Détour mortel 4 : Origines Sanglantes (2011) | Détour mortel 5 : Les Liens du sang (2012) | Détour mortel 6 : Last Resort (2014) | Détour mortel : La Fondation (2021) |
| -------------------- | -------------------- | ---------------------- | ---------------------- | -------------------------------------------- | ------------------------------------------ | ------------------------------------ | ----------------------------------- |
| Trois doigts         | Julian Richings      | Jeff Scrutton          | Borislav Lliev         | Sean Skene                                   | Borislav Lliev                             | Radoslav Parvanov                    |                                     |
| Dent de scie         | Garry Robbins        |                        |                        | Scott Johnson                                | George Karlukovski                         | Danko Jordanov                       |                                     |
| Un oeil              | Ted Clark            |                        |                        | Dan Skene                                    | Radoslav Parvanov                          | Asen Asenov                          |                                     |
| Chris Flynn          | Desmond Harrington   |                        |                        |                                              |                                            |                                      |                                     |
| Jessie Burlingame    | Eliza Dushku         |                        |                        |                                              |                                            |                                      |                                     |
| Carly                | Emmanuelle Chriqui   |                        |                        |                                              |                                            |                                      |                                     |
| Scott                | Jeremy Sisto         |                        |                        |                                              |                                            |                                      |                                     |
| Evan                 | Kevin Zegers         |                        |                        |                                              |                                            |                                      |                                     |
| Francine             | Lindy Booth          |                        |                        |                                              |                                            |                                      |                                     |
| Vieil homme          | Wayne Robson         | Wayne Robson           |                        |                                              |                                            |                                      |                                     |
| Nina                 |                      | Erica Leerhsen         |                        |                                              |                                            |                                      |                                     |
| Colonel Murphy       |                      | Henry Rollins          |                        |                                              |                                            |                                      |                                     |
| Jake                 |                      | Texas Battle           |                        |                                              |                                            |                                      |                                     |
| Mara                 |                      | Aleksa Palladino       |                        |                                              |                                            |                                      |                                     |
| Amber                |                      | Daniella Alonso        |                        |                                              |                                            |                                      |                                     |
| Jonesy               |                      | Steve Braun            |                        |                                              |                                            |                                      |                                     |
| Nate Wilson          |                      |                        | Tom Frederic           |                                              |                                            |                                      |                                     |
| Alex Miles           |                      |                        | Janet Montgomery       |                                              |                                            |                                      |                                     |
| Carlos Chavez        |                      |                        | Tamer Hassan           |                                              |                                            |                                      |                                     |
| Floyd                |                      |                        | Gil Kolirin            |                                              |                                            |                                      |                                     |
| Brandon              |                      |                        | Tom McKay              |                                              |                                            |                                      |                                     |
| Willy                |                      |                        | Christian Contreras    |                                              |                                            |                                      |                                     |
| Crawford             |                      |                        | Jake Curran            |                                              |                                            |                                      |                                     |
| Walter               |                      |                        | Chucky Venn            |                                              |                                            |                                      |                                     |
| Kenia                |                      |                        |                        | Jennifer Pudavick                            |                                            |                                      |                                     |
| Sara                 |                      |                        |                        | Tenika Davis                                 |                                            |                                      |                                     |
| Jenna                |                      |                        |                        | Terra Vnesa                                  |                                            |                                      |                                     |
| Kyle                 |                      |                        |                        | Victor Zinck Jr.                             |                                            |                                      |                                     |
| Daniel               |                      |                        |                        | Dean Armstrong                               |                                            |                                      |                                     |
| Lauren               |                      |                        |                        | Ali Tataryn                                  |                                            |                                      |                                     |
| Bridget              |                      |                        |                        | Kaitlyn Leeb                                 |                                            |                                      |                                     |
| Claire               |                      |                        |                        | Samantha Kendrick                            |                                            |                                      |                                     |
| Vincent              |                      |                        |                        | Sean Skene                                   |                                            |                                      |                                     |
| Maynard Odets        |                      |                        |                        |                                              | Doug Bradley                               |                                      |                                     |
| Shérif Angela Carter |                      |                        |                        |                                              | Camilla Arfwedson                          |                                      |                                     |
| Billy                |                      |                        |                        |                                              | Simon Ginty                                |                                      |                                     |
| Lita                 |                      |                        |                        |                                              | Roxanne McKee                              |                                      |                                     |
| Gus                  |                      |                        |                        |                                              | Paul Luebke                                |                                      |                                     |
| Julian               |                      |                        |                        |                                              | Oliver Hoare                               |                                      |                                     |
| Cruz                 |                      |                        |                        |                                              | Amy Lennox                                 |                                      |                                     |
| Danny                |                      |                        |                        |                                              |                                            | Anthony Ilott                        |                                     |
| Jackson              |                      |                        |                        |                                              |                                            | Chris Jarvis                         |                                     |
| Toni                 |                      |                        |                        |                                              |                                            | Aqueela Zoll                         |                                     |
| Sally                |                      |                        |                        |                                              |                                            | Sadie Katz                           |                                     |
| Vic                  |                      |                        |                        |                                              |                                            | Rollo Skinner                        |                                     |
| Jillian              |                      |                        |                        |                                              |                                            | Roxanne Pallett                      |                                     |
| Rod                  |                      |                        |                        |                                              |                                            | Billy Ashworth                       |                                     |
| Charlie              |                      |                        |                        |                                              |                                            | Harry Belcher                        |                                     |
| Bryan                |                      |                        |                        |                                              |                                            | Joe Gaminara                         |                                     |

## Box-office
| Film            | Date de sortie  | Recettes au box-office | Recettes au box-office | Recettes au box-office  | Budget       | Référence   |
| Film            | Date de sortie  | États-Unis             | À l'étranger           | Mondial                 | Budget       | Référence   |
| --------------- | --------------- | ---------------------- | ---------------------- | ----------------------- | ------------ | ----------- |
| Détour mortel   | 30 mai 2003     | 15 418 790 $           | 13 231 785 $           | 28 650 575 $            | 12 600 000 $ | [ 3 ]       |
| Détour mortel 2 | 9 octobre 2007  | indeterminé            | indeterminé            | 9 009 641 $ (vente DVD) | 4 000 000 $  | [ 4 ]       |
| Détour mortel 3 | 20 octobre 2009 | indeterminé            | indeterminé            | 5 689 328 $ (vente DVD) | 2 000 000 $  | [ 5 ]       |
| Détour mortel 4 | 25 octobre 2011 | indeterminé            | indeterminé            | 3 135 650 $ (vente DVD) | 2 000 000 $  | [ 6 ]       |
| Détour mortel 5 | 23 octobre 2012 | indeterminé            | indeterminé            | indeterminé             | 1 500 000 $  | indeterminé |
| Détour mortel 6 | 21 octobre 2014 | indeterminé            | indeterminé            | 1 008 317 $ (vente DVD) | 1 200 000 $  | [ 7 ]       |
| Total           | Total           | indeterminé            | indeterminé            | 47 493 511 $            | 23 300 000 $ |             |